# Willkür (Medizin)
Die Willkür ist in der Medizin die bewusste Kontrolle von Körperfunktionen über das somatische Nervensystem. Willkürliche Muskelkontraktionen finden zum Beispiel in der Muskulatur der Extremitäten oder auch in den Schließmuskeln des Anus (Sphincteren) statt.
Unwillkürliche Körperfunktionen dagegen, zum Beispiel die Muskulatur des Herzens oder der Darmwand, werden vom vegetativen Nervensystem gesteuert.
Siehe auch